# Olly Alexander
Pour les articles homonymes, voir Alexander.
Olly Alexander, de son vrai nom Oliver Alexander Thornton, né le 15 juillet 1990, est un musicien, auteur-compositeur-interprète et acteur britannique, défenseur des droits LGBT. Il est le chanteur du trio de pop synthétique Years and Years.

## Jeunesse
Olly Alexander naît le 15 juillet 1990 à Harrogate en Angleterre. Son père, compositeur-interprète qui n'avait pas rencontré le succès, est employé de parcs d'attractions tandis que sa mère, Vicki Thornton, est l'une des fondatrices du festival de musique de Coleford. Son enfance est marquée par des déménagements successifs (Blackpool, Forest of Dean). Après la séparation de ses parents alors qu'il a 13 ans, il est élevé uniquement par sa mère, et n'a plus de contact avec son père.
Olly Alexander suit sa scolarité à Coleford puis à Monmouth, au cours de laquelle il est victime de harcèlement et souffre de boulimie et de dépression,. Après avoir obtenu son certificat d'études secondaires (GCSE), il étudie les arts de la scène à Hereford. Il s'attache les services d'un agent à l'âge de 16 ans alors qu'il auditionne pour un rôle dans la série télévisée britannique Skins. Il abandonne ses études avant leur terme pour déménager à Londres et se consacrer à sa carrière d'acteur.

## Carrière

### Carrière d'acteur
La carrière d'acteur d'Olly Alexander débute en 2008, avec le film Summerhill. Il obtient ensuite un rôle dans le film Bright Star de Jane Campion, sorti en 2009. La même année, il joue dans les films Tormented et Enter the Void. En 2010, il a le rôle d'Evan dans la pièce The Aliens produite par le Bush Theatre. Il contribue à la bande-son du film indépendant The Dish & the Spoon, sorti au début de 2011, dans lequel il a un des deux rôles principaux. En 2012, il apparaît dans la pièce de théâtre Mercury Fur jouée au Old Red Lion, dans le quartier londonien d'Islington.
De mars à juin 2013, il joue le rôle de Peter Pan dans la pièce Peter and Alice au West End, aux côtés de Ben Whishaw et Judi Dench. Il décroche également un rôle secondaire dans deux épisodes de la dernière saison de la série Skins, diffusés en juillet 2013.
En 2014, il obtient l'un des rôles principaux du film musical God Help the Girl, où il chante et joue de la guitare, et apparaît dans le film The Riot Club et la série télévisée Penny Dreadful. En 2015, il joue dans le film indépendant Funny Bunny.
En janvier 2021, il obtient l'un des rôles principaux de la mini-série télévisée It's a Sin. Sa performance d'acteur est saluée par la critique.

### Carrière musicale
Le groupe Years and Years se forme en 2010,. Olly Alexander en est le chanteur principal après que Mikey Goldsworthy, membre du groupe, l'a entendu chanter sous la douche. La voix d'Olly Alexander a été qualifiée d'unique,.
Le groupe sort son premier single en juillet 2012,, le second en février 2014. Le premier album est dans les bacs le 10 juillet 2015 et atteint directement la première place du UK Albums Chart,, le deuxième sort le 6 juillet 2018. Leur chanson ayant eu le plus de succès, King, a atteint directement la première place du UK Singles Chart en mars 2015.
Olly Alexander fait ouvertement référence à sa sexualité dans les œuvres qu'il compose et regrette qu'il n'y ait pas davantage de chanteurs gays qui utilisent le pronom masculin dans leurs chansons,.
Il a collaboré avec les Pet Shop Boys sur le single Dreamland et a enregistré une reprise de leur tube It's a Sin parallèlement à son rôle dans la série du même nom.
En 2019, il participe au télécrochet The Voice UK en tant que coach invité.
Il représente le Royaume-Uni au Concours Eurovision de la chanson 2024, à Malmö en Suède, avec Dizzy. Lors de la finale du concours, il termine à la 18e place sur 25 participants, obtenant 46 points des jurys mais aucun du public. 

## Engagements et vie personnelle

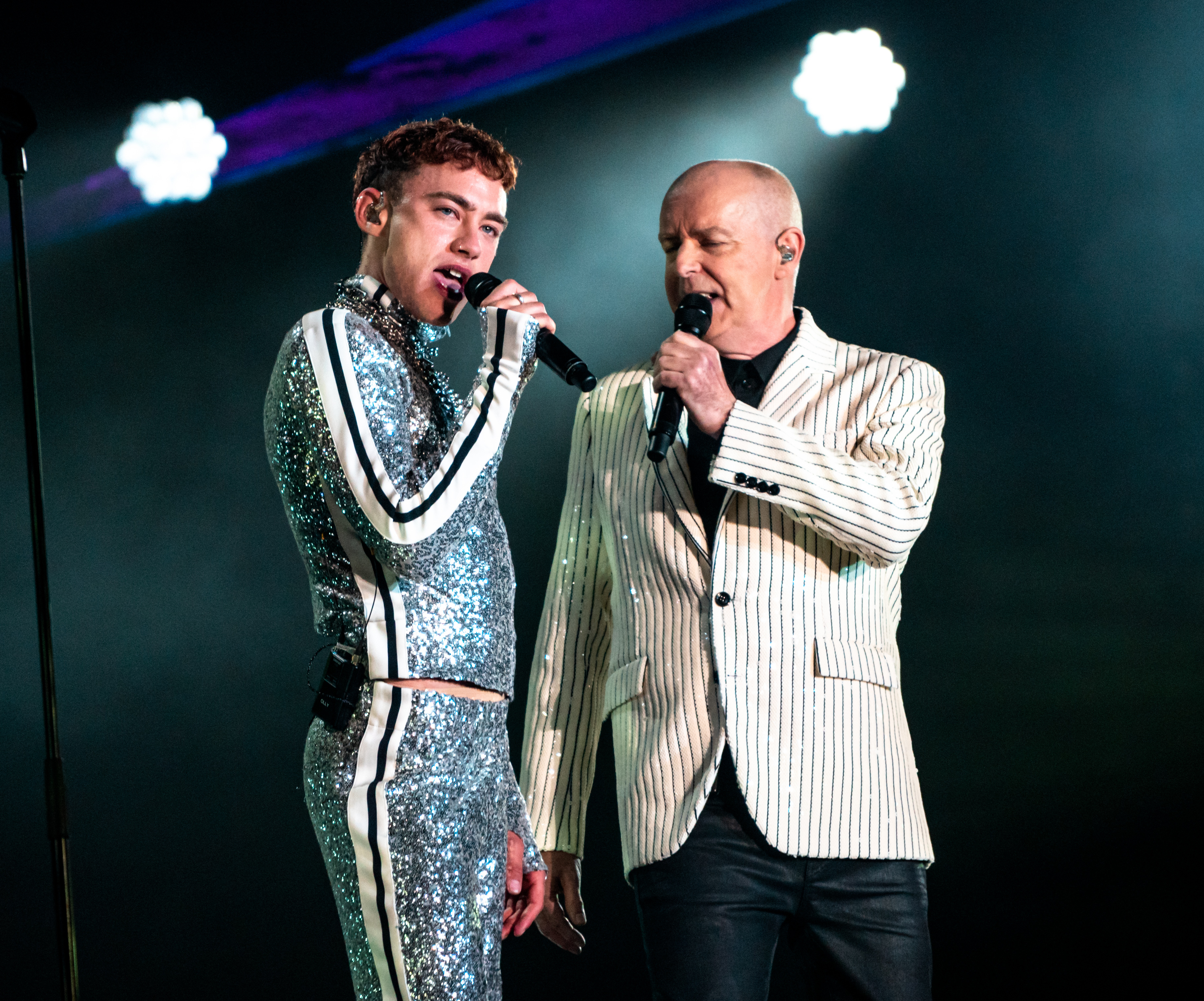
Neil Tennant et Olly Alexander, les Pet Shop Boys pour le concert « BBC Radio 2 In Hyde Park » - 15 Septembre 2019

Promoteur du sexe à moindre risque, du dépistage du VIH et d'initiatives contre le harcèlement, Olly Alexander a parlé publiquement de sa propre lutte depuis l'âge de 13 ans contre la dépression, l'automutilation, les troubles alimentaires et l'anxiété. Ouvertement gay, il a notamment présenté un documentaire « Grandir Gay » diffusé en 2017 sur la chaîne BBC Three qui examinait les liens entre l'homosexualité et le développement de troubles de la santé mentale,. Le documentaire évoquait également son enfance et son parcours tumultueux entre dépression et harcèlement.
Son look (silhouette gracile, cheveux rouge orangé ou blonds peroxydés, boucle d’oreille et tenues kaléidoscopiques) attire l'attention. Il est considéré à la fin des années 2010 comme un minet. Alexander n'apprécie pas cette étiquette que lui accolent fans et médias, car il y discerne une forme d'objectification sexuelle lui assignant une « date de péremption ».
Clairement ancré à gauche, il est un partisan du leader du Parti travailliste Jeremy Corbyn.
En 2015, il est en couple pendant plusieurs mois avec le musicien Neil Milan Amin-Smith du groupe Clean Bandit,.

## Filmographie

### Film
- 2009 : Bright Star de Jane Campion : Tom Keats
- 2009 : Tormented de Jon Wright : Jason Banks
- 2009 : Enter the Void de Gaspar Noé : Victor
- 2009 : Dust de Max Jacoby : Elias
- 2010 : Les Voyages de Gulliver (Gulliver's Travels) de Rob Letterman : Prince August
- 2011 : The Dish & the Spoon d'Alison Bagnall : l'adolescent
- 2012 : Cheerful Weather for the Wedding de Donald Rice : Tom
- 2012 : De grandes espérances (Great Expectations) de Mike Newell : Herbert Pocket
- 2013 : Un week-end à Paris (Le Week-End) de Roger Michell : Michael
- 2014 : God Help the Girl de Stuart Murdoch : James
- 2014 : The Riot Club de Lone Scherfig : Toby Maitland
- 2015 : Funny Bunny d'Alison Bagnall : Titty
- 2018 : Palo Santo de Fred Rowson (court métrage) : Adam

### Télévision
| Année | Titre                               | Rôle                        | Notes                                   | Chaîne       |
| ----- | ----------------------------------- | --------------------------- | --------------------------------------- | ------------ |
| 2008  | Summerhill                          | Ned                         | Jon East                                | BBC          |
| 2009  | Inspecteur Lewis (Lewis)            | Hayden Wishart              | "Allegory of Love" (saison 3)           | ITV          |
| 2011  | The Fades                           | Lui-même                    |                                         | BBC          |
| 2013  | Skins                               | Jakob                       | "Skins Pure (parties 1 & 2)" (saison 7) | E4           |
| 2014  | Penny Dreadful                      | Fenton                      | 3 épisodes (saison 1)                   | Sky Atlantic |
| 2017  | Growing Up Gay                      | Lui-même/Invité             | Documentaire                            | BBC iPlayer  |
| 2019  | Celebrity Gogglebox                 | Lui-même                    | 4 épisodes                              | Channel 4    |
| 2021  | It's A Sin                          | Ritchie Tozer               | Rôle principal - 5 épisodes             | Channel 4    |
| 2021  | Ant & Dec's Saturday Night Takeaway | Présentateur vedette invité | 1 épisode                               | ITV          |
| 2022  | RuPaul's Drag Race UK               | Lui-même/Juge invité        | 1 épisode (saison 4)                    | BBC          |

### Théâtre
| Année | Titre           | Théâtre              | Autres vedettes                                                                 |
| ----- | --------------- | -------------------- | ------------------------------------------------------------------------------- |
| 2010  | The Aliens      | Bush Theatre Londres | Ralf Little et Mackenzie Crook                                                  |
| 2012  | Mercury Fur     | Old Red Lion Theatre | Ciaran Owens, Frank Keogh, Ben Dilloway, Katie Scarfe, Henry Lewis, James Fynan |
| 2013  | Peter and Alice | Noël Coward Theatre  | Judi Dench et Ben Whishaw                                                       |

### Vidéo promotionnelle
| Année | Film                                      | Rôle            |
| ----- | ----------------------------------------- | --------------- |
| 2013  | Google Analytics in Real Life Site Search | Client exigeant |